# Hofgericht Bromberg
Die Hofgericht Bromberg war von 1781 bis 1807 ein preußisches Mittelgericht für einen Teil von Westpreußen in Bromberg.

## Geschichte
Im Rahmen der Ersten Polnische Teilung 1772 kamen neue Gebiete an Preußen und die Provinz Westpreußen wurde gebildet. Das für die Provinz zuständige Mittelgericht war die Westpreußische Regierung. Mit Reglement vom 3. Dezember 1781 wurde diese geteilt, und neben der Westpreußischen Regierung wurde ein Hofgericht Bromberg gebildet. Es war für die Bezirke der Landvoigteigerichte Bromberg, Conitz und Schneidemühl zuständig. Dies entsprach den Kreis Conitz und dem oberen Netzedistrikt.
Das Hofgericht Bromberg bestand aus einem Senat. 
Mit dem Frieden von Tilsit endete 1807 der Vierte Koalitionskrieg mit desaströsen Folgen für Preußen. Das Hofgericht Bromberg wurde aufgelöst und der Teil dessen Sprengels, der Preußen verblieben war, kam zur Westpreußischen Regierung. Bromberg selbst kam zum Herzogtum Warschau.
Nach dem Wiener Kongress erhielt Preußen Bromberg zurück und es entstand dort das Oberlandesgericht Posen.